# Schneiders gladvoorhoofdkaaiman
Schneiders gladvoorhoofdkaaiman, ook wel Schneiders dwergkaaiman of wigkopkaaiman (Paleosuchus trigonatus), is een krokodilachtige uit de familie alligators en kaaimannen (Alligatoridae) en de onderfamilie kaaimannen (Caimaninae).
Het is een van de kleinere soorten krokodilachtigen, de meeste exemplaren worden nog geen twee meter lang. De kaaiman is tevens een van de meest algemene soorten krokodilachtigen ter wereld. Het is een zwaar bepantserde soort die minder aan het water gebonden is zich meestal ophoudt op het land. Schneiders gladvoorhoofdkaaiman komt voor in grote delen van noordelijk Zuid-Amerika.

## Naam en indeling
De wetenschappelijke naam van de soort werd voor het eerst voorgesteld door Johann Gottlob Schneider in 1801. Oorspronkelijk werd de naam Crocodilus trigonatus gebruikt, maar later werd de soort ingedeeld binnen de gladvoorhoofdkaaimans (geslacht Paleosuchus).
De wetenschappelijke geslachtsnaam Paleo-suchus betekent vrij vertaald 'oude krokodil'. De soortaanduiding trigonatus betekent vrij vertaald 'voorzien van drie hoeken' en slaat op de driehoekige kop. De Nederlandstalige naam 'gladvoorhoofdkaaiman' slaat op het ontbreken van een benige verbinding tussen de ogen zoals deze voorkomt bij andere kaaimannen. De brilkaaiman heeft deze wel en heeft hier zijn Nederlandstalige naam aan te danken.

## Uiterlijke kenmerken
Schneiders gladvoorhoofdkaaiman is een van de kleinere soorten krokodilachtigen. Mannetjes bereiken een totale lichaamslengte van 1,7 tot 2,3 meter, het grootste exemplaar was 2,6 meter. De vrouwtjes blijven kleiner en worden zelden langer dan 1,4 meter. De kaaiman heeft een relatief zware bepantsering van beenplaten op de nek en rug die scherpe uitsteeksels dragen. De bek is relatief stomp en is vanaf de zijkant bezien iets omhoog gekromd. Jongere dieren hebben een bruine kleur met donkere tot zwarte ronde vlekken, die vooral op de bekranden sterk afsteken. Oudere dieren hebben vaak geen tekening en zijn grijsbruin tot zwart van kleur. De kleur van de ogen is bruin-oranje en neigt soms wat naar groen. De staart is vooral bij oudere dieren wat platter, de meeste krokodilachtigen hebben een sterker zijdelings afgeplatte staart. De beenplaten op de staart zijn wel zijwaarts afgeplat zodat de staart hoger lijkt te zijn. Bij de Schneider's gladvoorhoofdkaaiman is de staart zo eterk verbeend dat deze niet flexibel is maar erg stijf.
Het aantal tanden varieert van 78 tot 82; 4 rijen voortanden (premaxillair) en 14 of 15 rijen tanden (maxillair) in de bovenkaak en 21 of 22 rijen kiezen (mandibulair) in de onderkaak.
De enige andere soort uit het geslacht Paleosuchus is Cuviers gladvoorhoofdkaaiman (Paleosuchus palpebrosus). Deze kaaiman heeft ongeveer hetzelfde verspreidingsgebied maar komt iets zuidelijker voor. Beide soorten worden niet groot en hebben eenzelfde opgerichte kop bij het lopen, wat ongebruikelijk is voor krokodilachtigen.

## Voedsel en vijanden

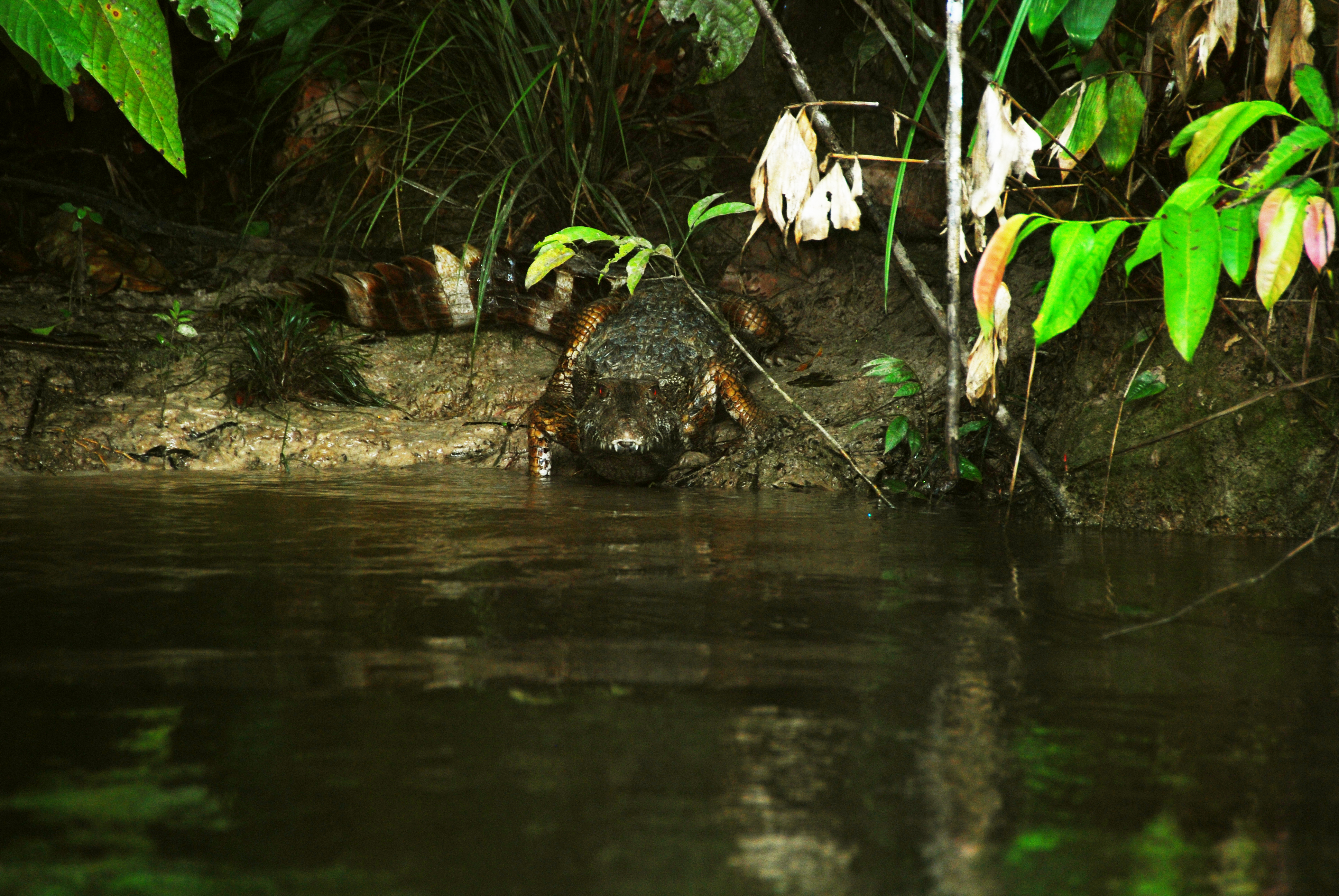
Een kaaiman in de natuurlijke habitat, Brazilië.

Schneiders gladvoorhoofdkaaiman is 's nachts actief, overdag verstopt de kaaiman zich in ondergrondse holen om 's nachts tevoorschijn te komen om op jacht te gaan. De kaaiman is minder sterk aan het water gebonden en eet dan ook meer prooien die op het land leven. Jongere dieren hebben een grote voorkeur voor op het land levende ongewervelden dan veel andere soorten die als juveniel liever in het water jagen. Ook worden wel slangen, vogels en hagedissen op het land buitgemaakt. Oudere exemplaren eten grotere prooien als reptielen zoals slangen en zoogdieren zoals paca's, dit zijn een soort knaagdieren die in het natuurlijke verspreidingsgebied veel voorkomen. Ook vogels staan op het menu, het betreft dan bodembewonende soorten. In vergelijking met andere krokodilachtigen worden relatief weinig vissen en waterslakken gegeten.
De juvenielen staan bloot aan vele vijanden, van slangen en vogels tot grotere krokodilachtigen. De meeste jongen worden hierdoor niet volwassen, exemplaren die langer zijn dan een meter hebben echter weinig natuurlijke vijanden. Alleen grotere rovende zoogdieren als jaguars slagen erin om de kaaiman te doden.

## Voortplanting
Bij een leeftijd van tien tot twintig jaar en een lichaamslengte van ongeveer 1,3 meter zijn de vrouwtjes geslachtsrijp en bereid om te paren, mannetjes zijn ongeveer 1,4 meter lang voor ze volwassen worden. De kaaiman heeft een groot territorium en leeft meer solitair, de mannetjes verdedigen hun territorium niet. De nesten worden gebouwd in de buurt van termietennesten, waarschijnlijk om te profiteren van de door de termieten uitgestraalde warmte. De eitjes komen na bijna vier maanden uit, veel langer dan bij veel andere krokodilachtigen.

## Verspreiding en habitat

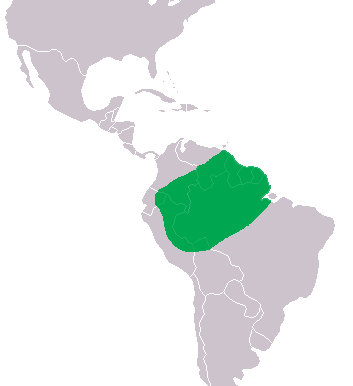
Verspreidingsgebied in het groen

Schneiders gladvoorhoofdkaaiman komt voor in delen van het noorden van Zuid-Amerika en leeft in de landen Bolivia, Brazilië, Colombia, Ecuador, Frans-Guyana, Guyana, Peru, Suriname en Venezuela. Het grootste deel van het verspreidingsgebied deelt de kaaiman met zijn geslachtsgenoot, maar niet in het zuiden want deze soort kan niet zo goed tegen koude als zijn naaste verwant. De soort is aangetroffen van zeeniveau tot op een hoogte van ongeveer 1300 meter boven zeeniveau.
De habitat bestaat uit vochtige tropische en subtropische laaglandbossen en draslanden die van de kust af zijn gelegen. De kaaiman is een echte landbewoner die in een gebied van 500 tot 1000 meter van een riviertje in het regenwoud leeft. De kaaiman schuilt in holen op het land en trekt alleen om een nest te maken naar het water. De wateren waarin de krokodil leeft zijn vaak zo klein en ondiep dat de dieren zich niet onder water kunnen verstoppen. Schneiders gladvoorhoofdkaaiman neemt nooit een zonnebad, in tegenstelling tot andere krokodilachtigen.

## Bedreiging en bescherming
De huid van de meeste soorten krokodilachtigen is gewild als grondstof voor krokodillenleer en hierdoor veel geld waard. Vanwege de vele benige insluitingen of osteodermen is de huid van de kaaiman echter ongeschikt om leer van te maken. Hierdoor zijn de kaaimannen zoals Schneiders gladvoorhoofdkaaiman ontsnapt aan de massale jacht op krokodilachtigen.
Schneiders gladvoorhoofdkaaiman is een van de meest algemeen voorkomende krokodilachtigen. Het aantal in het wild levende dieren wordt geschat op meer dan 1 miljoen. Volgens de IUCN wordt de kaaiman beschouwd als algemeen voorkomend (Least Concern of LC), en is de kaaiman niet bedreigd.